# لبنان في دورة الألعاب الآسيوية 2018
شارك لبنان في دورة الألعاب الآسيوية 2018 في جاكرتا وباليمبانج، في إندونيسيا من 18 أغسطس إلى 2 سبتمبر 2018. وشارك لبنان لأول مرة في دورة الألعاب الآسيوية عام 1978 في بانكوك، وكان أفضل إنجاز في الدوحة 2006، عندما حصلت لبنان على ذهبية، وميداليتان فضيتان. في النسخة الأخيرة في إنتشون، حصل لبنان على ميداليتين، فضية وبرونزية.

## الميداليات
فاز المنافسون اللبنانيون التاليون بميداليات في الألعاب.
| الميدلية | الاسم               | الرياضة    | الحدث                            | التاريخ  |
| -------- | ------------------- | ---------- | -------------------------------- | -------- |
| ذهبية    | راي باسيل آلان موسى | الرماية    | منافسات الفرق المختلطة المشتركة ‏ | 21 أغسطس |
| فضية     | دومينيك أبونادر ‏    | المصارعة   | Men's freestyle 86 kg            | 19 أغسطس |
| برونزية  | راي باسيل           | الرماية    | منافسات النساء المشتركة ‏         | 20 أغسطس |
| برونزية  | ليتيسيا عون غلة     | التايكوندو | منافسات السيدات وزن 53 كغم ‏      | 20 أغسطس |

| الرياضة    | ذهبية | فضية | برونزية | المجموع |
| الرماية    | 1     |      | 1       | 2       |
| التايكوندو |       |      | 1       | 1       |
| المصارعة   |       | 1    |         | 1       |
| المجموع    | 1     | 1    | 2       | 4       |

| الميداليات في اليوم الواحد | الميداليات في اليوم الواحد | الميداليات في اليوم الواحد | الميداليات في اليوم الواحد | الميداليات في اليوم الواحد | الميداليات في اليوم الواحد | الميداليات في اليوم الواحد |
| -------------------------- | -------------------------- | -------------------------- | -------------------------- | -------------------------- | -------------------------- | -------------------------- |
| اليوم                      | التاريخ                    | ذهبية                      | فضية                       | برونزية                    | المجموع                    |                            |
| 1                          | 19 أغسطس                   | 0                          | 1                          | 0                          | 1                          |                            |
| 2                          | 20 أغسطس                   | 0                          | 0                          | 2                          | 2                          |                            |
| 3                          | 21 أغسطس                   | 1                          | 0                          | 0                          | 1                          |                            |
| 4                          | 22 أغسطس                   | 0                          | 0                          | 0                          | 0                          |                            |
| 5                          | 23 أغسطس                   | 0                          | 0                          | 0                          | 0                          |                            |
| 6                          | 24 أغسطس                   | 0                          | 0                          | 0                          | 0                          |                            |
| 7                          | 25 أغسطس                   | 0                          | 0                          | 0                          | 0                          |                            |
| 8                          | 26 أغسطس                   | 0                          | 0                          | 0                          | 0                          |                            |
| 9                          | 27 أغسطس                   | 0                          | 0                          | 0                          | 0                          |                            |
| 10                         | 28 أغسطس                   | 0                          | 0                          | 0                          | 0                          |                            |
| 11                         | 29 أغسطس                   | 0                          | 0                          | 0                          | 0                          |                            |
| 12                         | 30 أغسطس                   | 0                          | 0                          | 0                          | 0                          |                            |
| 13                         | 31 أغسطس                   | 0                          | 0                          | 0                          | 0                          |                            |
| 14                         | 1 سبتمبر                   | 0                          | 0                          | 0                          | 0                          |                            |
| 15                         | 2 سبتمبر                   | 0                          | 0                          | 0                          | 0                          |                            |
| المجموع                    | المجموع                    | 1                          | 1                          | 2                          | 4                          |                            |

## المنافسين
| الرياضة                                   | الرجال | النساء | المجموع |
| ----------------------------------------- | ------ | ------ | ------- |
| ألعاب القوى في دورة الألعاب الآسيوية 2018 | 1      | 1      | 2       |
| ركوب الدراجات                             | 1      | 0      | 1       |
| المبارزة في دورة الألعاب الآسيوية 2018 ‏   | 0      | 4      | 4       |
| غولف في دورة الألعاب الآسيوية 2018 ‏       | 1      | 0      | 1       |
| الجمباز                                   | 0      | 1      | 1       |
| جوجوتسو                                   | 1      | 0      | 1       |
| الجودو                                    | 3      | 1      | 4       |
| Kurash[1]                                 | 2      | 1      | 3       |
| السامبو                                   | 2      | 1      | 3       |
| الرماية                                   | 2      | 1      | 3       |
| السباحة                                   | 1      | 1      | 2       |
| تنس الطاولة                               | 1      | 1      | 2       |
| تايكوندو في دورة الألعاب الآسيوية 2018 ‏   | 0      | 2      | 2       |
| التنس                                     | 2      | 0      | 2       |
| المصارعة                                  | 1      | 0      | 1       |
| الووشو                                    | 1      | 0      | 1       |
| المجموع                                   | 17     | 13     | 30      |

1  1 men's and 1 women's also competed in sambo.

## ركوب الدراجات
| الرياضي        | الحدث               | النهائي | النهائي |
| الرياضي        | الحدث               | الوقت   | المركز  |
| -------------- | ------------------- | ------- | ------- |
| إلياس أبو راشد | Men's cross-country | −4 laps | 18      |

## المبارزة
الفردية
| الرياضي            | الحدث        | التمهيدية | التمهيدية | دور ال 32                        | دور ال 16                          | ربع النهائي   | نصف النهائيات | النهائي       | النهائي |
| الرياضي            | الحدث        | نقاط المنافسة | المركز    | نقاط المنافسة                    | نقاط المنافسة                      | نقاط المنافسة | نقاط المنافسة | نقاط المنافسة | المركز  |
| ------------------ | ------------ | --- | --------- | -------------------------------- | ---------------------------------- | ------------- | ------------- | ------------- | ------- |
| Nai Salameh        | Women's épée | Kang Y-m (كوريا الجنوبية): L 2–5 · Trần TTT (فيتنام): L 3–5 · JS Singh (الهند): W 5–1 · Megawati (إندونيسيا): W 5–4 · K Oishi (اليابان): L 4–5                                                         | 3 Q       | A Alibekova (كازاخستان) · L 4–15 | لم يتقدم                           | لم يتقدم      | لم يتقدم      | لم يتقدم      | 19      |
| دومينيك نيكول طنوس | Women's épée | U Balaganskaya (كازاخستان): L 4–5 · G Baatarchuluun (منغوليا): W 5–2 · Choi I-j (كوريا الجنوبية): W 5–3 · H Abella (الفلبين): W 5–3 · J Dutta (الهند): L 2–5                                           | 2 Q       | Nguyễn THN (فيتنام) · L 13–15    | لم يتقدم                           | لم يتقدم      | لم يتقدم      | لم يتقدم      | 17      |
| ريتا أبو جودة      | Women's foil | Ho KU (ماكاو): L 3–5 · SK Catantan (الفلبين): L 2–5 · P Thongchampa (تايلاند): L 1–5 · Fu YT (الصين): L 0–5 · K Miyawaki (اليابان): L 2–5                                                              | 6         | لم يتقدم                         | لم يتقدم                           | لم يتقدم      | لم يتقدم      | لم يتقدم      | 22      |
| منى شعيتو          | Women's foil | L Al-Hosani (الإمارات العربية المتحدة): W 5–0 · Cheng H (تايبيه الصينية): L 4–5 · Jeon H-s (كوريا الجنوبية): W 5–0 · N Aini (إندونيسيا): W 5–1 · ليو يان واي (هونغ كونغ): L 4–5 · Ho PI (ماكاو): W 5–3 | 3 Q       | Bye                              | Cheng H (تايبيه الصينية) · L 12–15 | لم يتقدم      | لم يتقدم      | لم يتقدم      | 10      |

الفريق
| الرياضي                                    | الحدث        | دور ال 16              | ربع النهائيات          | نصف النهائيات | النهائي       | النهائي |
| الرياضي                                    | الحدث        | نقاط المنافسة          | نقاط المنافسة          | نقاط المنافسة | نقاط المنافسة | المركز  |
| ------------------------------------------ | ------------ | ---------------------- | ---------------------- | ------------- | ------------- | ------- |
| ريتاأبوجودة Nai Salameh دومينيك نيكول طنوس | Women's épée | فيتنام (VIE) · L 23–45 | لم يتقدم               | لم يتقدم      | لم يتقدم      | 9       |
| ريتا أبو جودة Nai Salameh منى شعيتو        | Women's foil | ماكاو (MAC) · W 45–23  | اليابان (JPN) · L 9–45 | لم يتقدم      | لم يتقدم      | 8       |

## الغولف
الرجال
| الرياضي  | المناسبة | الجولة 1 | الجولة 2 | الجولة 3 | الجولة 4 | المجموع | المجموع | المجموع |
| الرياضي  | المناسبة | النقاط   | النقاط   | النقاط   | النقاط   | النقاط  | Par     | المركز  |
| -------- | -------- | -------- | -------- | -------- | -------- | ------- | ------- | ------- |
| سالم زين | الفردية  | 85       | 77       | 78       | 82       | 322     | +34     | 69      |

## جودو
تنافس لبنان في الألعاب مع 4 جودو (3 رجال و 1 سيدات).
المفتاح:
- الرقم الأول — ايبون
- الرقم الثاني — وازا-أري
- s — شيدو

الرجال
| الرياضي     | الحدث    | دور ال 32         | دور ال 16                        | ربع النهائيات                        | نصف النهائيات  | التأهل التلقائي                  | النهائي / BM   | المركز   |
| الرياضي     | الحدث    | نتائج المنافسة    | نتائج المنافسة                   | نتائج المنافسة                       | نتائج المنافسة | نتائج المنافسة                   | نتائج المنافسة | المركز   |
| ----------- | -------- | ----------------- | -------------------------------- | ------------------------------------ | -------------- | -------------------------------- | -------------- | -------- |
| ستيفن عازار | –81 كغم ‏ | H Hadi (العراق)WO | S Boltaboev (أوزبكستان)L 00s1–01 | لم يتقدم                             | لم يتقدم       | لم يتقدم                         | لم يتقدم       | لم يتقدم |
| ناصيف إلياس | –90 كغم ‏ | Bye               | Bu HB (الصين)W 01–00s1           | K Ustopiriyon (طاجيكستان)L 00s3–10s2 | لم يتقدم       | S Sabirov (أوزبكستان)L 00s1–01s2 | لم يتقدم       | لم يتقدم |
| جاد فاضل    | –81 كغم ‏ | Bye               | S Saidov (طاجيكستان)L 00–10      | لم يتقدم                             | لم يتقدم       | لم يتقدم                         | لم يتقدم       | لم يتقدم |

النساء
| الرياضي       | الحدث  | دور ال 16                           | ربع النهائيات  | نصف النهائيات  | التأهل التلقائي | النهائي / BM   | المركز   |
| الرياضي       | الحدث  | نتائج المنافسة                      | نتائج المنافسة | نتائج المنافسة | نتائج المنافسة  | نتائج المنافسة | المركز   |
| ------------- | ------ | ----------------------------------- | -------------- | -------------- | --------------- | -------------- | -------- |
| Suellen Silva | –63 kg | Han H-j (كوريا الجنوبية)L 00s1–10s1 | لم تتقدم       | لم تتقدم       | لم تتقدم        | لم تتقدم       | لم تتقدم |

## سامبو
المفتاح:

- SU – Won by submission.

| الرياضي       | الحدث         | الدور ال 32                      | الدور ال 16    | الربع النهائي  | نصف النهائيات  | تأهل تلقائي 1              | تأهل تلقائي 2  | نهائي التأهيل التلقائي | النهائي / BM   | النهائي / BM |
| الرياضي       | الحدث         | نتائج المنافسة                   | نتائج المنافسة | نتائج المنافسة | نتائج المنافسة | نتائج المنافسة             | نتائج المنافسة | نتائج المنافسة         | نتائج المنافسة | المركز       |
| ------------- | ------------- | -------------------------------- | -------------- | -------------- | -------------- | -------------------------- | -------------- | ---------------------- | -------------- | ------------ |
| ناصيف إلياس   | Men's 90 kg   | Chuang K-j (تايبيه الصينية)L Dsq | لم يتقدم       | لم يتقدم       | لم يتقدم       | لم يتقدم                   | لم يتقدم       | لم يتقدم               | لم يتقدم       | لم يتقدم     |
| Steven Azar   | Men's 90 kg   | Y Sato (اليابان)L 1–3            | لم يتقدم       | لم يتقدم       | لم يتقدم       | لم يتقدم                   | لم يتقدم       | لم يتقدم               | لم يتقدم       | لم يتقدم     |
| Suellen Silva | Women's 68 kg | N Davletova (أوزبكستان)WO        | لم يتقدم       | لم يتقدم       | لم يتقدم       | T Junsookplung (تايلاند)WO | لم يتقدم       | لم يتقدم               | لم يتقدم       | لم يتقدم     |

## الرماية
الرجال
| الرياضي      | الحدث | التصفيات | التصفيات | النهائي  | النهائي  |
| الرياضي      | الحدث | النقاط   | المركز   | النقاط   | المركز   |
| ------------ | ----- | -------- | -------- | -------- | -------- |
| Elie Bejjani | Trap  | 112      | 22       | لم يتقدم | لم يتقدم |
| آلان موسى    | Trap  | 117      | 7        | لم يتقدم | لم يتقدم |

النساء
| الرياضي   | الحدث | التصفيات       | التصفيات | النهائي | النهائي |
| الرياضي   | الحدث | النقاط         | المركز   | النقاط  | المركز  |
| --------- | ----- | -------------- | -------- | ------- | ------- |
| راي باسيل | Trap  | 119 EQAsR, QGR | 2 Q      | 34      | برونزية |

الفرق المختلطة
| الرياضي             | الحدث | التصفيات | التصفيات | النهائي           | النهائي |
| الرياضي             | الحدث | النقاط   | المركز   | النقاط            | المركز  |
| ------------------- | ----- | -------- | -------- | ----------------- | ------- |
| آلان موسى راي باسيل | Trap  | 143      | 3 Q      | 43 AsR, رقم قياسي | ذهبية   |